# Mel Smith
Mel Smith, właśc. Melvin Kenneth Smith (ur. 3 grudnia 1952 w Chiswick, zm. 19 lipca 2013 w Londynie) – brytyjski aktor, scenarzysta, reżyser, producent filmowy i komik.

## Filmografia
seriale
- 1970: The Goodies jako Prowadzący TV Talk Show
- 1982: Wiecznie młodzi jako Ochroniarz
- 1987: Filthy Rich & Catflap jako Jumbo Whiffy
- 2010: Rock & Chips jako Inspektor Thomas
- 2013: Dancing on the Edge jako Schlesinger

film
- 1979: Bloody Kids jako Disco 1
- 1985: Numer jeden jako Billy Evans
- 1989: The Wolves of Willoughby Chase jako Pan Grimshaw
- 1992: Czacha dymi jako Rocco Melonchek
- 2006: Panna Marple: Tajemnica Sittaford jako John Enderby
- 2007: The Riddie jako Profesor Cranshaw

reżyser
- 1989: Dryblas
- 1990: Życie jak sen
- 1994: Zabójcze radio
- 1997: Jaś Fasola: Nadciąga totalny kataklizm
- 2001: Damy i bandyci
- 2003: Czarna kula

scenarzysta
- 1979: Not the Nine O’Clock News
- 1984: Alas Smith And Jones

producent
- 2003: Czarna kula